# 全力投球!!妹尾和夫です。サンデー
『全力投球!!妹尾和夫です。サンデー』（ぜんりょくとうきゅう!!せのおかずおです。サンデー）は、朝日放送ラジオ（ABCラジオ）で2018年4月8日から2021年9月26日まで毎週日曜日の10:00 - 12:00に放送されていた生ワイド番組。関西地方を中心に活動する俳優で、劇団パロディフライを主宰する妹尾和夫の冠番組でもあった。
2010年4月6日から2018年3月27日までは、『とことん全力投球!!妹尾和夫です。』（とことんぜんりょくとうきゅう!!せのおかずおです。）というタイトルで、「ABCパワフルアフタヌーン」の火曜日枠に編成。2011年9月27日までは12:00 - 15:00、同年10月4日以降は12:00 - 14:54に放送されていた。
なお、朝日放送ラジオが全国高校野球選手権大会中継（2020年のみ2020年甲子園高校野球交流試合中継）を放送する場合には、基本として全編を休止する。ただし、放送日が大会の休養日と重なる場合や、準々決勝以上で当番組の時間帯に中継予定の試合が中止になった場合には通常放送で対応していた。

## 番組概要

### 『とことん全力投球!!妹尾和夫です』
朝日放送ラジオで2009年7月3日まで5年9ヶ月にわたって放送された平日帯のワイド番組『全力投球!!妹尾和夫です』（以下『全力投球!!』と略記）のテイストを、週1回の生放送で継承。劇団パロディフライに所属する女優の安井牧子が、『全力投球!!』の金曜日に続いて、妹尾のパートナーを務めた。
オープニングテーマ曲、オープニングでの口上（後述）、番組スタッフが妹尾へのツッコミに効果音を使う趣向、一部コーナーの構成などは『全力投球!!』と共通（効果音の内容は全力投球!!妹尾和夫です#よく使われた効果音を参照）。ただし、番組開始当初は、スタッフが生放送に登場する機会や効果音が流れる頻度は少なかった。スタッフが交代した2012年以降は、徐々に増えていた。
放送2年目の2011年4月に、一部コーナーの入れ替えを実施。また、リスナーからの提案を基に、番組スタッフを「ムサクルーズ」と総称するようになった。2012年・2013年には、『全力投球!!』時代に続いて、山崎製パンとのコラボレーションによる地域・期間限定商品「ふわふわメロンパンサンド」を発売した（後述）。
朝日放送ラジオが参加する『radiko.jp』プレミアムの運用開始日（2014年4月1日・火曜日）には、運用開始時刻（12:00）が当番組のスタートと重なったことから、朝日放送ラジオ制作の番組では最も早く『radiko.jp』プレミアム経由で日本全国への同時配信も開始した。 その一方で、2016年9月27日放送分からは、コーナーを大幅に変更した。

### 『全力投球!!妹尾和夫です。サンデー』
2018年4月8日からは、放送枠を毎週日曜日の10:00 - 12:00へ移動させたうえで、『全力投球!!妹尾和夫です。サンデー』（以下『サンデー』と略記）として再スタート。妹尾のパートナーに小寺右子を起用するほか、2015年4月改編から2017年12月まで『キャスト』（朝日放送テレビ平日夕方の報道・情報番組）でメインキャスターを務めた浦川泰幸（いずれも朝日放送テレビアナウンサー）が、『全力投球!!』時代に続いてニュース解説を担当する。また、番組スタッフの総称をリスナーから募集。その結果、初回放送時に妹尾から「岸田今日子」（女優…『ムーミン』（1972年版のテレビアニメ）でムーミンの声を当てた）とあだ名を付けられた女性ディレクター・中川さよ子がいることにちなんで、放送上「チーム☆ムーミン谷（むーみんだに）」という総称を使用している。妹尾のパーパスとは、自身にとってのパーパスではなく、あなたにとってのパーパスであり、リスナーに勇気を与えるためにダメ男を演じている。
2021年9月26日で放送を終了。妹尾によるABCラジオ制作番組へのレギュラー出演にも、11年半にわたって続いた『全力投球!!』シリーズの放送にも終止符を打った。

## 主なコーナー・企画

### 『とことん全力投球!!妹尾和夫です』

#### 番組終了時点（2016年9月27日以降）のタイムテーブル
12時台
- オープニング
  - 当番組の開始当初は、妹尾・安井とも、『全力投球!!』とは異なる口上を述べていた。しかし、数回目の放送のオープニングで、妹尾がかつての習慣から『全力投球!!』時代の「人生、晴れたり曇ったり」と誤って口走ってしまった。これを機に、番組スタッフとの協議の上で、かつての『全力投球!!』のオープニングを踏襲した以下の口上で始めることに急遽変更された。
    - 妹尾：「人生晴れたり曇ったり　昨日の僕より今日の僕」
    - 安井：「お昼過ぎからお付き合い」[5]
    - 妹尾：「とことん全力投球!!妹尾和夫です」

  - 口上が終わると、『全力投球!!』時代と同じく、古川忠義のギター演奏によるインストゥルメンタル『Morning Shine』が流れた。
  - 後述の「ニュースとことん喜怒哀楽」が始まるまでは、『全力投球!!』時代と同じく、妹尾がオープニングトークが終わると「ここで大きなニュースだけチェックしておきましょう」と必ず発言。最新のニュースを1本取り上げたうえで、自身の見解を述べていた。
- 12:20頃　ABCニュース
  - 2013年4月に「ABC朝日ニュース」から改題。
- 12:25頃　「ニュースとことん喜怒哀楽」
  - 2013年3月5日から放送。直近の1週間に報じられたニュースから、妹尾が気になったトピックスについて、思いの丈を語っていた。オープニングとエンディングのBGMには、木村カエラの『喜怒哀楽 plus 愛』を使用。
  - 2014年6月までは、妹尾が気になった4つのトピックスを、「喜」「怒」「哀」「楽」というテーマで1つずつ提示。1つのテーマにつき、3分という制限時間を設定していた。制限時間の計測に砂時計を用いることや、制限時間に達したところで「ムサクルーズ」がゴングの効果音を流すことが特徴。安井は、妹尾が語るニュースの概要を紹介したうえで、砂時計による計測の開始・制限時間の終了を合図していた。
  - 妹尾の気分次第で制限時間を無視することが多くなったことなどから、2014年7月から構成を変更。テーマや時間を制限しなくなった。
- 12:50頃　ABC交通情報
- 12:52頃　フリーゾーン（インフォマーシャル・リスナーからのメッセージ紹介など）
- 12:55頃 「新・全力リクエスト」
  - 「リスナーからの楽曲リクエストに全力でお応えする」と銘打って、2015年1月から、「全力リクエスト」というタイトルで放送を開始。リスナーのリクエストから選んだ1曲に、その曲にまつわる思い出話を添えてフルコーラスで放送する。コーナー名にちなんで、オープニングで『全力少年』（スキマスイッチ）を流すことが特徴。2016年9月20日までは、14:40頃に放送されていた。なお、公開生放送を実施する場合、会場の観衆からリクエスト曲を募集していた。
  - 「全力リクエスト」時代の当初は、主に安井が進行。2015年からは、「DJ和夫」というキャラクターに扮した妹尾が、DJ風のナレーションでリクエスト曲を紹介していた。
  - 「新・全力リクエスト」へ移行してからは、「DJ和夫」などの演出を廃止。朝日放送ラジオの平日生ワイド番組に、リスナーからの楽曲のリクエストを定期的に受け付けるコーナーが少ないことから、単純な構成に改めた。

13時台
- 13:00  「常連通信」
  - 2016年10月4日から放送。当番組で1回でもメッセージを紹介されたリスナー全員を「常連」とみなしたうえで、そのようなリスナーから寄せられた近況報告などを紹介する。メッセージを紹介するたびに、歌詞の響きが「常連」に近い「ローハイドのテーマ」のサビの音源を流すことが特徴で、『サンデー』への移行後も継続する。
  - 2016年9月27日・10月4日には、この時間帯に 「嗚呼!青春の学び舎」を放送。「学び舎（リスナーが何かを学んだ場所）」に関する思い出話をリスナーから募集したうえで、そのうちの1話を妹尾・安井が紹介していた。当初は「常連通信」を13:45頃に編成していたが、同年10月11日放送分から放送枠を移動するとともに、「嗚呼!青春の学び舎」を統合させた。
- 13:10頃　ABCニュース
- 13:15頃　「今週のどやっ!」
  - 2011年4月5日放送分から開始。妹尾・安井や番組スタッフが「どや顔」で堂々と披露できる情報を、週替わりで紹介した。
  - ゲストを招く場合には、当コーナーをゲストとのトークに充てる。劇団パロディフライや安井の単独舞台公演を控えている場合には、当コーナーで公演の見どころを紹介するとともに、電話によるチケットのリスナー先行予約受付を実施した。
  - 「ABCラジオ　スペシャルウィーク」期間中および前週の放送では、妹尾の人生や私生活にちなんだ企画（学生時代の恩師との再会、実家で営んでいたパン屋で亡父が作っていたパンの再現、トランクルームとのタイアップによる自宅での断捨離など）を編成。リスナーから企画に寄せられた反響も、随時紹介していた。
  - 最終回では、第1回放送のオープニングを収録した音源を流すとともに、過去に番組へ携わったスタッフや人気企画（詳細後述）のエピソードを妹尾・安井で語り合った。
- 13:35頃　インフォマーシャル
- 13:40頃　ABC交通情報
- 13:45頃　「ちょっと聞いてよ!妹尾さん」
  - 妹尾が電話を通じて毎回1名のリスナーから悩みや愚痴を聞くコーナーで、2016年9月27日から放送を開始。電話で出演したリスナーには、謝礼として現金5,000円を進呈した。

14時台
- 14:00 ABCニュース
- 14:03頃　快適生活ラジオショッピング
  - 2016年9月27日から放送を開始。「快適生活」ブランドによる通信販売事業を運営する株式会社ライフサポートの担当者が、電話を通じて商品を紹介していた。
  - 番組開始から2014年3月25日放送分までのコーナータイトルは「ABCラジオショッピング」で、内田香織[6]が「ショッピングアドバイザー」として出演。ヒューマンシップス（大阪市北区に本社を置く卸商社）から商品の提供を受けていた。同年4月1日から2016年9月20日放送分までは、「はぴねすくらぶラジオショッピング」として、同社の担当者が電話で出演。
- 14:10頃　「牧ちゃん!これ読んで」
  - 安井メインのコーナーとして、2016年9月27日から放送。感謝の弁から色っぽい台詞に至るまで、安井に読んで欲しい言葉をリスナーから募集したうえで、その一部を安井に読ませていた。
- 14:30頃　「和夫の終活日誌」（2013年12月3日 - 2018年3月27日）
  - 株式会社ヤシロ（大阪府池田市に本社を置く霊園開発・運営会社）の1社提供で、終活に関する情報を紹介するコーナー。月に1度は、同社の八城正明社長が「終活アドバイザー」という肩書でスタジオに登場するとともに、終活に関する妹尾・安井・リスナーからの質問に答えていた。
  - 通算の放送回数は209回で、第30回（2014年7月1日）以降の放送では、本編の内容を書き起こした文章を、毎回の放送後に同社の公式サイトで公開している（#外部リンクを参照）。
  - 2015年3月まではで、「和夫の終活日誌」と称して、当日紹介した情報を妹尾が日誌風に締めくくっていた。同年4月から構成をリニューアル。オープニングと本編の間に、「終活劇場」と称して、妹尾・安井が当日のテーマにちなんだコントを演じるようになった。
  - 2012年12月4日から2013年3月5日までは、『ハイ!近畿税理士会です』（朝日放送ラジオで例年冬期に単独番組として放送）を、この時間帯に4分間内包。月替わりで同税理士会所属の税理士をスタジオに迎えたうえで、妹尾へのクイズや妹尾による川柳を交えながら、身近な税金の話や税理士会の事業・税理士の業務を紹介していた。
- 14:40　リスナーからのメッセージ紹介
- 14:45　インフォマーシャル
- 14:47　ABC天気予報
  - 当コーナーのみ、清水とおる（気象予報士）が出演。
- 14:50　エンディング
  - 『ABCパワフルアフタヌーン』枠の共通企画として、放送内容にちなんだハガキ限定の合言葉プレゼントを実施。『Morning Shine』をBGMに、安井が「今日も聴いて下さってありがとう（ございます）」という挨拶で生放送を締めくくった。以前は、『全力投球!!』時代と同じく、妹尾・安井が「それでは来週も元気に、とことん全力投球!!」と絶叫していた。
  - 最終回では、「人生晴れたり曇ったり」（『全力投球!!』時代のエンディングソングだった妹尾の楽曲）を流しながら、8年間にわたる放送を締めくくった。

#### 不定期企画
「NEWS和夫侍」
- 『全力投球!!』木曜日の11時台に放送されていた「必殺!和夫侍」を発展させた企画で、当番組の放送開始から2011年3月29日まで12:25頃に放送。妹尾演じる和夫侍が、世間をにぎわした事件の容疑者（放送上は年齢・性別のみで紹介）や、リスナーによる悩み・愚痴の対象者を絶叫と効果音で成敗した。「必殺!和夫侍」と同様に、和夫侍は「妹尾とは別人」という設定で、妹尾が演じるキャラクター（ハチやロクなど）も登場した。
- 「雨が降るときゃ、傘を差す　女は恋すりゃ、紅を注す　のさばる悪には、とどめ刺す　問われて名乗るもおこがましいが、知らずば言って聞かせやしょう　世の中の、尽きぬ恨みの数々を　聞いて見事に叩き斬る　天下御免の和夫侍とぁ、俺のことでぁッ!」[7]という和夫侍の口上でコーナーを開始。「瓦版屋の牧作（まきさく）」という子どもに扮した安井が、ニュースや街の衆（リスナー）からの怒りの訴えを紹介する。和夫侍は、その内容を受けて、「成敗!」の一言で事件の容疑者や怒りの対象者を斬っていた。
- 対象によっては、和夫侍が斬り方を緩めたり、牧作が和夫侍の代わりに斬ったりするパターンもあった。また、『桑原征平粋も甘いも』（当番組と同じ『ABCパワフルアフタヌーン』枠の生放送番組）のパーソナリティで、妹尾を「ライバル」と目している桑原征平が、出演番組の発言に関する「街の衆からの訴え」をきっかけに（放送上）斬られることも多かった。逆に桑原も、『粋も甘いも』木曜日のコーナー「征平の、じゃあこうしましょ!」で和夫侍を取り上げたばかりか、和夫侍に対抗すべく自身を「征平侍」と名乗ったことがある。
- 表向きには「和夫侍と牧作が旅に出る」との設定で、2011年3月29日にレギュラーコーナーとしての放送を終えた。しかし実際には、同年4月からのリニューアル後も、和夫侍・牧作がフリーゾーン枠に不定期で登場。リスナーから怒りのメッセージを紹介するたびに、和夫侍が（放送上）怒りの相手を成敗していた。
- 2012年1月から放送中の「かけこみ説教寺」（前述）には、妹尾・安井の役柄やリスナーからの訴えを扱う点で、当企画との類似性が認められる。もっとも放送上は、妹尾が演じる「和夫侍」と「和夫和尚」を、別々のキャラクターとして扱っていた。

#### 過去
「今週の1時15分!」（13:15頃、番組開始から2011年3月29日まで放送）
- 森羅万象の中から、妹尾が最も気になる出来事を紹介・考察する特集。タイトルに「1時15分」と入れているが、「クイズ　和夫に教えてあげる」が往々にして長引くこともあって、実際には数分遅れで始めていた。
- 放送週によっては、なぞかけに取り組んだり、番組主催・リスナー参加の企画の報告に充てたりすることもあった。ゲストを招く場合には、当コーナーをゲストとのトークに充てることが多かった。

「主演・妹尾和夫」（14時台前半、番組開始から2011年12月27日まで放送）
- 当番組の開始当時で58歳の妹尾が、成功・挫折・転機を繰り返してきた波乱万丈の半生を赤裸々に振り返るコーナー。無名時代に共演した大物俳優や、出演番組・舞台の裏話をたびたび紹介していた。
- 妹尾が2011年11月の誕生日で60歳になることから、同年10月以降は期間限定で「妹尾和夫　還暦への道」を放送。妹尾へのサプライズゲストとして、妹尾の人生や生活と縁の深い一般人が電話や生中継で登場している。

「クイズ　和夫に教えてあげる」（番組開始から2012年8月7日まで放送）
- 金井克子のヒット曲「他人の関係」の前奏を合図に、13時の時報明けから放送するリスナー参加企画。安井が進行役を務めた。
- 事前に応募したリスナーから、毎回1名が電話で出演。妹尾とひとしきり話したうえで、安井の言葉を合図に、プライベートに関する1問のクイズを妹尾に出題する。もっとも、クイズに入るまでのクロストークが長くなりがちなため、2012年からは「ムサクルーズ」がチャイムを鳴らすことによって出題を促していた。
- 妹尾には、ヒントとトークを基に、制限時間以内で答えを出すことを求めていた。回答中には、『パネルクイズ アタック25』（朝日放送テレビ）の「アタックチャンス」に似たBGMを放送。ただし、クイズの性質上、妹尾の正解率は芳しくなかった。なお、出演したリスナーには、妹尾・安井のサイン入り生写真を進呈した。

「晴れたり曇ったりシアター」（2011年4月5日から2013年2月26日まで放送）
- 12時台の後半に放送していたミニドラマ。リスナーから寄せられた楽しかった・悲しかった思い出話を基に再現ドラマを作成。劇団パロディフライを主宰する妹尾と、同劇団の団員である安井が朗読形式で演じていた。脚本の原作に当たる思い出話を投稿したリスナーには、ドラマで実際に使った台本に、妹尾・安井のサインを添えて進呈していた。

「途中の会」「おわりの会」
- 『全力投球!!』時代に毎回エンディングで放送されてきた公開反省会「おわりの会」を、2011年6月から期間限定企画として復活。当日の放送内容のうち、出演者による言い間違いや不謹慎・不用意な発言を、リスナーからの指摘と該当音源の検証を通じて振り返っていた。ただし当番組では、生放送の途中にも「途中の会」と称してフリースペース枠で数回にわたって放送している。

「和夫と合体!ソッパーマン」（2012年8月28日から2014年8月5日まで放送）
- リスナーが参加できる投稿企画として、13時の時報明けに放送。当コーナーのみ、妹尾が（前歯が反っ歯であることにちなんで）「ソッパーマン」、安井が「マキコング」に扮していた。安井が他のコーナーと違って、（マキコングの設定上）気の抜けた声に終始していることが特徴。
- 番組から毎週リスナーに1つの「お題」を提示。「世界中から笑いをなくすために暗躍する」というマキコングを笑わせるべく、ソッパーマンが「お題」に応じたリスナーからの選りすぐりのネタを数本紹介する。ちなみにソッパーマンは、紹介の際に必ず「リスナーさんと合体だ!トォーッ!!」との叫び声を挿入。これに対して、マキコングは、いくつかのリアクション[8]を通じてネタを評価していた。
- 男性リスナーからの投稿が集中していることや、マキコングの判定が厳しいことから、2012年10月9日放送分では当コーナーの存廃についてリスナーから意見を募集した。その結果、当コーナーが男性リスナーから支持されていることが判明したため、当面はコーナーを存続。安井がマキコングとして「しょーもなー」という判定を下した場合には、投稿したリスナーへのフォローを兼ねて、可愛らしい声で「ごみんね、ごみんね」という謝罪のコメントを入れるようになった。
- オープニングでは、ソッパーマンに扮した妹尾が、マキコングへの挑発を込めて世良公則&ツイスト『銃爪』の最後の一節を熱唱。「リスナーさんと合体だ!トォーッ!!」の後には、『ゲッターロボ』のエンディングテーマ曲『合体!ゲッターロボ』のアウトロ[9]を流していた。エンディングでは、1979年版『サイボーグ009』のオープニングテーマ曲『誰がために』をBGMに、ソッパーマンが「See You Next "The" Week バイナラ!」と絶叫していた。

「かけこみ説教寺」（2012年1月から2016年9月20日まで放送）
- 妹尾が柄の悪そうな口調の「和夫和尚」[10]に扮したうえで、2名のリスナーからの身の上相談に応じるコーナー。ひ弱な口調の「小坊主」安井が紹介するリスナーの悩みに対して、和夫和尚が自分なりの答えを「説教」として述べるとともに、リスナーに一喝する。2012年1月から2014年8月5日までは、14時台の前半に放送。以降は、放送枠を13時の時報明けに移していた。
- 悩みを紹介する際には木魚、和夫和尚が一喝する際には警策を叩く効果音を放送。「今日もお2人の悩みが救われました……リスナーの方に幸多からんことを願って、合掌!」という小坊主の一言で、コーナーを締めくくった。
- 2014年3月16日に開催の「ABCラジオ スプリングフェスタ2014」では、妹尾と安井が（朝日放送ラジオでの生中継パートでもあった）『センスのない音楽会』でカスタネットを演奏した。安井は、演奏の途中に坊主頭の被り物で「小坊主」に扮したうえで、「第2楽章」[11]と称して般若心経を唱えた。

「安井牧子のお茶でも一杯いかがですか」（番組開始から2016年9月20日まで放送）
- 安井を中心に進行するコーナー。私生活でのエピソード、劇団パロディフライ、過去に出演した番組での思い出などをテーマにトークを展開。1人で朗読に挑戦したり、自身が出演する単独舞台公演のエピソードや見どころを紹介したりすることもあった。当初は13:35頃から放送。以降は、放送枠を13:50頃から14:00までの時間帯に移していた。
- コーナーの最初に、聞き役の妹尾に対して、安井自身が選んだお茶を実際に出していることが特徴。妹尾がお茶をすする音を合図に、安井が話を始めていた。コーナースポンサーが付いた2013年10月から2014年4月までは、お茶と一緒に、スポンサーの製品である和菓子も週替わりで出していた。
- 既婚者である安井は、2000年から2014年7月中旬まで、夫の仕事の関係で東京都内に居住。（当番組を含む）関西でのレギュラー番組や舞台公演へ出演するたびに来阪していたため、当コーナーでは東京での生活の様子を語ることも多かった。夫の異動を機に、2014年7月下旬から出身地の関西地方に戻っていたが、後に東京での生活を再開している。
- 『とことん - 』終了後の2018年4月からABCラジオで放送を開始した『安井牧子のアーリーモーニング』（毎週土曜日6:20  - 6:30）は、当コーナーの復活版（安井が単独でパーソナリティを務める事実上のスピンオフ番組）で、タイトルは当コーナーでも出していた紅茶の一種（アーリー・モーニング・ティー）にも由来する。

「和夫の胸キュンタイム」（2014年8月26日から2016年10月4日まで放送）
- 胸がキュンとなるような感動の体験談をリスナーから募集。妹尾がその一部を、リスナーにも共感できるように朗読していた。2016年9月20日までは14:10頃、同月27日・10月4日のみ14:40頃に放送。

以下はいずれも、『ABCパワフルアフタヌーン』枠の共通コーナーとして放送。
「きかなきゃ ソング・ソング」（番組開始から2011年3月29日まで14:40頃に放送）
- 当番組では、『全力投球!!』の11時台に放送されていた「歌謡曲解体新書」からの流れで、ある曲の歌詞をランダムに組み替えた詩を妹尾が朗読。その内容から、リスナーに曲名を当てさせる趣向になっていた。

「日本列島ほっと通信」（TBSラジオ制作・JRN全国ネットの平日帯番組、『ABCパワフルアフタヌーン』枠の共通コーナーとして14:30頃に放送）
- 2010年4月の番組改編で、『ABCパワフルアフタヌーン』枠へ内包。『全力投球!!』時代にも、12:50頃に内包していた。2012年3月30日（金曜日）で番組自体が終了したため、当番組では同月27日の放送が最後になった。

「思い出のヒットパレード」（2011年4月から2014年12月まで14:40頃に放送）
- 「きかなきゃ ソング・ソング」の後継企画として、2011年4月から放送。リスナーからのリクエストを基に、人生を彩った1曲をメッセージとともに紹介する。テーマソングは、朝日放送ラジオの開局60周年を記念して作られた「ハッピーソング ハッピーボイス」。
- 当番組のみ、リクエスト曲を流し終えると、リクエストの宛先およびプレゼントを案内せずにスポットCMに入っていた。他のコーナーとの兼ね合いで休止したり、『ABCパワフルアフタヌーン』枠の他番組で当該時間帯をスポンサー付きコーナーの放送に充てたりすることが増えたため、2014年12月で終了。当番組では、当コーナーのコンセプトを単独で継承するコーナーとして、「全力リクエスト」を新設した。

### 『全力投球!!妹尾和夫です　サンデー』
オープニングテーマ曲は『Morning Shine』で、ジングルのBGMには、女声のヴォーカルによる『日曜日よりの使者』（THE HIGH-LOWS）のカバーバージョンを使用。

#### 番組終了時点（2019年10月以降）のタイムテーブル
10時台

- 10:00　　オープニング
  - タイトルコールでは、妹尾が『全力投球!!妹尾和夫です』と言った後に、小寺と声を合わせて『サンデー』と叫んでいた。
  - 『とことん』時代までと違って、コール前の口上は特に決まっていなかった。ただし、2018年10月以降は、リスナーが投稿した口上を順次採用していた。
- 10:20　　「ABC天気予報」（小寺が担当）
- 10:23　　「ABCニュース」
  - 基本として、浦川・小寺以外の朝日放送テレビアナウンサーがシフト勤務で担当。2020年1 - 9月および2021年には、ABCラジオが日曜日午前中の定時ニュースの担当をフリーアナウンサーへ委ねていたため、江崎友基子などが週替わりで出演していた。
- 10:25　　「ボクは気になります!」
  - 放送開始時点で芸能界に半世紀近く身を置いている妹尾が、個人的に気になる街中の森羅万象や、世間の人々の生態に一言物申していた。
- 10:35　　「ABC交通情報」
- 10:37　　「仰天ニュース!」→「うらうらたいむず。」
  - 放送日までの1週間に報じられたニュースから、目立たなくても知れば思わず仰天しそうなトピックスを小寺が紹介。その後で、浦川が選んだ1件のトピックを、自身で解説していた。番組開始から2019年9月29日放送分までは、浦川の解説パートを「うらトピ」と称していたが、翌週（10月6日放送分）からコーナー名自体を変更。
  - 浦川は基本として当コーナーにのみ出演したが、妹尾が中継企画などでスタジオへ登場しない場合には、全編にわたってパーソナリティ代理を務めた。また、2019年10月から2020年10月2日まで『浦川泰幸の金曜はウラから失礼』（毎週金曜日夕方）、2020年10月5日から『ウラのウラまで浦川です』（毎週月 - 木曜日夕方、いずれもABCラジオの生ワイド番組）でパーソナリティを担当しているが、当コーナーへのレギュラー出演も継続。当コーナーでは、妹尾が浦川を紹介するたびに、上記番組のタイトルをあえて言い間違えることが恒例になっていた。
- 10:55　　フリーゾーン
  - リスナーからのメッセージを紹介するか、ラジオショッピングコーナーに充てていた。
  - 2018年10月からは一時、「ショッピング大作戦」（架空の戦艦「サンデーエンタープライズ」に見立てたラジオショッピングコーナー）を放送。妹尾が「サンデーエンタープライズの船長」に扮して商品を紹介していた。

11時台

- 11:00　「私だけのヒットソング」
  - いわゆる「大ヒット」には程遠いが、リスナーにとっては大事な楽曲のリクエストを、その曲にまつわる思い出のエピソードと共に募集。寄せられたリクエストから一部の楽曲を流しながら、思い出話を紹介していた。2018年10月までは、11時の時報前に放送。
- 11:05　　「ABCニュース」
- 11:07　　「和夫のびっくり箱」
  - 週替わりの特集コーナーで、『とことん』時代の「今週の『どやっ!』」に相当。
  - 妹尾によるABCラジオ制作番組へのレギュラー出演が2021年9月の番組終了によって再び途絶えることから、最終回までの3回は、妹尾が（『全力投球!!』シリーズ以前の番組を含む）同局でのレギュラー番組に関するエピソードをひとしきり披露。最終回では、『全力投球!!』『とことん』初回放送のオープニングを収録した音源も流していた。
- 11:25　　「全力リポート」（生中継コーナー）
- 11:35　　「和夫は見た!」
  - 2019年7月21日から放送。妹尾か過去に感銘を受けた映像（または舞台）作品や、過去に俳優として出演した作品について、個人的なエピソードや体験談を語った。『サクサク土曜日　中邨雄二です』（ABCラジオで土曜日の早朝に放送中の生ワイド番組）内の人気コーナー「女検事・林智美」と同じく、『火曜サスペンス劇場』（関西地方ではかつて読売テレビで放送していた日本テレビ制作のサスペンスドラマ枠）のオープニングテーマ曲を冒頭に流すことが特徴。
  - 番組開始から2019年7月14日までは、「レンタルビデオへ行こう」を放送。妹尾が青春時代に鑑賞した映画から、ビデオレンタルサービスを通じて改めて見たくなる作品について、洋画・邦画を問わず最新の関連情報を交えながら紹介していた。
- 11:45　　「常連通信」 
  - 『とことん』時代のレギュラーコーナーで唯一継続。オープニングで妹尾が演じる寸劇には、『とことん』時代に「キャサリン」と呼ばれていた安井に代わって、小寺が「エマニュエル」というキャラクターで参加していた。
- 11:55　　エンディング

## プロデュース商品
朝日放送ラジオでは、『全力投球!!妹尾和夫です』を放送していた時期に、山崎製パンと共同で「ふわふわメロンパンサンド」（つぶあん&ホイップ味・カスタード&ホイップ味）」を開発。3期にわたって近畿地方のスーパーマーケットやコンビニエンスストアで発売したところ、ラジオ番組とのコラボレーションによる期間・地域限定商品としては異例の大ヒットを記録した（全力投球!!妹尾和夫です#ヤマザキメロンパンサンド（つぶあん）を参照）。
2012年4月1日からは、前述の「ふわふわメロンパンサンド」を復活させるとともに、当番組初のコラボレーション商品として「ふわふわメロンパンサンド」（いちご&ホイップ味）を近畿地方限定で発売。朝日放送では、テレビ・ラジオの双方で、妹尾と山崎製パンの社員が登場するスポットCMを連日放送している。
ちなみに、メロンパンサンドのパッケージには、妹尾の顔の画像とともに彼の直筆メッセージを印刷（つぶあん&ホイップ味：「急がんでええ!一歩一歩や!!」、カスタード&ホイップ味：「明日は晴れにしよう。」、いちご&ホイップ味：「全力投球!!」）。累計売上個数は、発売開始から約2週間で100万個を超えた（2012年4月17日放送分より）。
2013年にも、4月1日から2ヶ月間「ふわふわメロンパンサンド」を発売。従来からのつぶあん&ホイップ味・カスタード&ホイップ味にバナナ&ホイップ味を加えた3種類で、累計出荷個数は101万8,492個に達した（2013年6月4日放送分より）。ただし、2014年以降は発売されていない。

## 備考・エピソード

### 『とことん全力投球!!妹尾和夫です』
- CM前のジングルは、MALTA『Sexy Galaxy』[13]。12月はクリスマスまでピアノバージョンが流れる。
- 当番組が放送されない週末に、番組オリジナルのツアー企画で、妹尾・安井がリスナーとともに海外へ行くことがあった。過去には、台北（2010年）やソウル・板門店（2012年）へ赴いたほか、2016年10月には大阪から新潟県内へのバスツアーを実施している。
- 安井は2011年8月11日（木曜日）、妹尾は2012年8月6日（月曜日）〜11日（金曜日）に、朝日放送ラジオの『おはようパーソナリティ道上洋三です』でパーソナリティ代理を担当。同番組への出演期間中には、当番組のリスナーからも多数のメッセージが寄せられた。
  - 2012年の妹尾の出演期間中には、当番組で多用されている前述の効果音を、トークの合間に随時挿入。8月7日（火曜日）には、妹尾が同番組に続いて当番組にも出演した。
- 2013年には、妹尾が自宅である分譲マンションの一室のローンを完済したことを明かしたうえで、「年に4回のペースでリスナーさんに自腹でプレゼントを用意する」と宣言。その宣言をきっかけに、「京都の放送局の番組（妹尾が毎週金曜日にパーソナリティを務めるKBS京都『妹尾和夫のパラダイスKyoto』）のリスナーさんには内緒やで」と言いながら、折に触れて当番組のリスナーに抽選で特別なプレゼントを進呈している。その際には、当番組の制作費でプレゼント用に高級ウナギを購入したり、妹尾が予算の上限を定めたうえで放送中にリスナーからプレゼントのリクエストを募ったりしている。最終回の間際には、妹尾が宝くじで人生初の高額当選（100万円）へ至ったことを告白したうえで、希望するリスナーから（番組の放送年数にちなんで）抽選で8名に高級ウナギを進呈した。
- 番組開始以来、放送中にメッセージを紹介されたリスナーには、基本として「ABCパワフルアフタヌーン」枠の共通グッズ（通称「横並びグッズ」）を進呈してきた。2015年7月には、当番組初の独自グッズとして「胸キュンピンクタオル」を製作。同月28日放送分以降の「和夫の胸キュンタイム」でエピソードを紹介されたリスナーに進呈していた。
- 妹尾と安井は、当番組の終了後に、『妹尾和夫と安井牧子の「かけ込みラジオ!」（RADIO BALLOONが毎週火曜日の16:00 - 17:00にインターネット限定で配信している番組）で再びコンビを組んでいる。

## 特別番組
- 2013年1月1日（火曜日）には、「2013年新春スーパーワイド」第2部として『今年も全力投球!!妹尾和夫です』が11:00 - 16:30（途中中断あり）に放送された。
- こどもの日の振替休日と重なった2013年5月6日（月曜日）には、「ABCパワフルアフタヌーン」月曜日のレギュラー番組『上沼恵美子のこころ晴天』の放送枠で、『桑原征平粋も甘いも』との合同特別番組『桑原征平・妹尾和夫のこころ晴天』を朝日放送本社（大阪市福島区）敷地内のABCリバーデッキから公開生放送[14]。当番組と『桑原征平粋も甘いも』のレギュラー出演者が勢揃いしたほか、「晴天はなまるトーク」（『上沼恵美子のこころ晴天』との共通コーナー）に大泉洋（TEAM NACS）がシークレットゲストとして登場した[15]。また、当番組からの持ち込み企画である「和夫と合体!ソッパーマン」「かけこみ説教寺」では、桑原も「ゲーハーマン」「征平和尚」というキャラクターで参加した。
- 2014年には5月6日（火曜日）に、「ABC感謝祭2014 マイドほたるまち!」のステージ企画として、当番組単独での公開生放送を実施。「和夫と合体!ソッパーマン」には、道上がサプライズゲストとして出演した。通常はラジオショッピングコーナーに充てている14時台前半には、前週（4月29日）のレギュラー放送でのリスナーによる提案を基に、妹尾による「1分間でギネス記録（マシュマロやバナナの早食い）に挑戦」という趣旨の特別企画を実施した。2015年のゴールデンウィークも、5月5日（火曜日・こどもの日）に「ABC感謝祭2015 マイドほたるまち!」のステージ企画として、当番組単独での公開生放送を実施。なお同年は『ABCフレッシュアップベースボールスペシャル』（阪神×中日戦）のため、放送時間は通常より1時間ほど短縮された。
- 2015年11月15日（日曜日）には、「創立65周年記念 ABCラジオまつり2015」の公開生放送企画として、当時の当番組と同じく"がらぱ"（亀井信男）がプロデュースする『サクサク土曜日 中邨雄二です』との合同特別番組『まつりだGOGO! サクッと全力投球』を12:30 - 13:25に放送[16]。両番組以外からは関根友実（当時『ドッキリ!ハッキリ!三代澤康司です』木曜日パートナー）が進行役として出演した。
- 2016年11月20日（日曜日）には、「ABCラジオまつり2016」の公開生放送企画として、伊藤史隆（朝日放送テレビアナウンサー）の司会、妹尾、安井、宇野ひろみ（伊藤と同じく愛知県名古屋市出身）、柴田博（朝日放送テレビアナウンサー、神奈川県横浜市出身）のパネラー陣によるクイズ『ご当地自慢で全力投球!』を13:00 - 13:50に放送[17]。